# B men gahō
B men gahō (B面画報?) è un album della rock band visual kei giapponese Plastic Tree. È stato pubblicato il 5 settembre 2007 in una sola edizione dalla Universal Music Japan.
Si tratta di una raccolta di b-side pubblicate precedentemente solo sui singoli.

## Tracce
Dopo il titolo è indicata fra parentesi "()" la grafia originale del titolo.
1. Veranda. (ベランダ.?) - 3:50 (Ryūtarō Arimura - Tadashi Hasegawa); tratta da Slide.
2. lilac (lilac?) - 5:03 (Akira Nakayama); tratta da Mizuiro girlfriend
3. Kōgōsei (光合成?) - 4:35 (Tadashi Hasegawa - Akira Nakayama); tratta da Sanbika
4. Suisai (水彩?) - 4:08 (Tadashi Hasegawa); tratta da Ghost
5. Sonzai riyū (存在理由?) - 3:56 (Ryūtarō Arimura); tratta da Rocket
6. Paranoia (パラノイア?) - 4:27 (Ryūtarō Arimura - Akira Nakayama); tratta da Namae no nai hana
7. Rokugatsu no ame (六月の雨?) - 4:27 (Ryūtarō Arimura - Akira Nakayama); tratta da Namida drop
8. Honjitsu wa seiten nari (本日は晴天なり?) - 4:53 (Akira Nakayama - Tadashi Hasegawa); tratta da Harusaki sentimental
9. Synthesis (ジンテーゼ?) - 5:15 (Tadashi Hasegawa - Akira Nakayama); tratta da Melancholic
10. Fuyu no umi wa yūei kinshi de (冬の海は遊泳禁止で?) - 4:39 (Ryūtarō Arimura - Akira Nakayama); tratta da 「Yuki hotaru」
11. Tsuki no hikari wo tayori ni (月の光をたよりに?) - 5:12 (Ryūtarō Arimura - Akira Nakayama); tratta da Kūchū buranko
12. Angeldust (エンジェルダスト?) - 4:05 (Ryūtarō Arimura - Tadashi Hasegawa); tratta da Planetarium
13. Shiroi ashiato (白い足跡?) - 4:57 (Tadashi Hasegawa); tratta da 「Yuki hotaru」
14. Rom (ロム?) - 4:36 (Ryūtarō Arimura - Akira Nakayama); tratta da Spica
15. Ai yori aoku (藍より青く?) - 4:51 (Ryūtarō Arimura - Tadashi Hasegawa); tratta da Makka na ito/Ai yori aoku

## Formazione
- Ryūtarō Arimura - voce e seconda chitarra
- Akira Nakayama - chitarra, cori, PC
- Tadashi Hasegawa - basso e cori
- Hiroshi Sasabuchi - batteria